# (26652) Klinglesmith
(26652) Klinglesmith (désignation provisoire 2000 QH219) est un astéroïde de la ceinture principale découvert en 2000.

## Description
(26652) Klinglesmith a été découvert le 20 août 2000 à la Station Anderson Mesa, un des deux sites d'observation de observatoire Lowell (Arizona (États-Unis), par le programme Lowell Observatory Near-Earth-Object Search (LONEOS).

### Caractéristiques orbitales
L'orbite de cet astéroïde est caractérisée par un demi-grand axe de 2,62 UA, un périhélie de 1,94 UA, une excentricité de 0,26 et une inclinaison de 6,45° par rapport à l'écliptique. Du fait de ces caractéristiques, à savoir un demi-grand axe compris entre 2 et 3,2 UA et un périhélie supérieur à 1,666 UA, il est classé, selon la JPL Small-Body Database, comme objet de la ceinture principale.

### Caractéristiques physiques
(26652) Klinglesmith a une magnitude absolue (H) de 14,0 et un albédo estimé à 0,290.